# Dane DeHaan
Dane William DeHaan, ameriški filmski in televizijski igralec, * 26. februar 1986, Allentown, Pensilvanija, Združene države Amerike. 
Med njegovimi najbolj znanimi vlogami so Andrew Detmer v filmu Kronika (2012), Jason Glanton v filmu Grehi očetov (2012), Lucien Carr v filmu Kill Your Darlings (2013), Harry Osborn/Zeleni škrat v filmu Neverjetni Spider-Man 2 (2014), Lockhart v filmu Kako ozdraviti dobro počutje (2016), Valerian v filmu Valerian in mesto tisočerih planetov (2017), Chris Lynwood v filmu Ničničnič in Kenneth Nichols v filmu Oppenheimer (2023). Leta 2021 je igral v miniseriji psiholoških romantičnih grozljivk Lisey's Story. Leta 2022 je igral tudi v miniseriji Stopnišče, posneti po resničnih dogodkih.